# Mont-sur-Meurthe
Mont-sur-Meurthe ist eine französische Gemeinde mit 1.132 Einwohnern (Stand: 1. Januar 2022) im Département Meurthe-et-Moselle in der Region Grand Est (vor 2016: Lothringen). Sie gehört zum Arrondissement Lunéville und zum Kanton Lunéville-2.

## Geografie
Mont-sur-Meurthe liegt etwa fünf Kilometer südwestlich von Lunéville. Hier fließt der Fluss Mortagne in die Meurthe. Nachbargemeinden von Mont-sur-Meurthe sind Vitrimont im Norden, Rehainviller im Nordosten, Xermaménil im Osten und Südosten, Lamath im Süden sowie Blainville-sur-l’Eau im Westen.

## Bevölkerungsentwicklung
| Jahr                       | 1962 | 1968 | 1975 | 1982  | 1990 | 1999 | 2006 | 2019 |
| Einwohner                  | 512  | 523  | 610  | 1.021 | 976  | 947  | 927  | 1117 |
| Quellen: Cassini und INSEE |      |      |      |       |      |      |      |      |

## Sehenswürdigkeiten

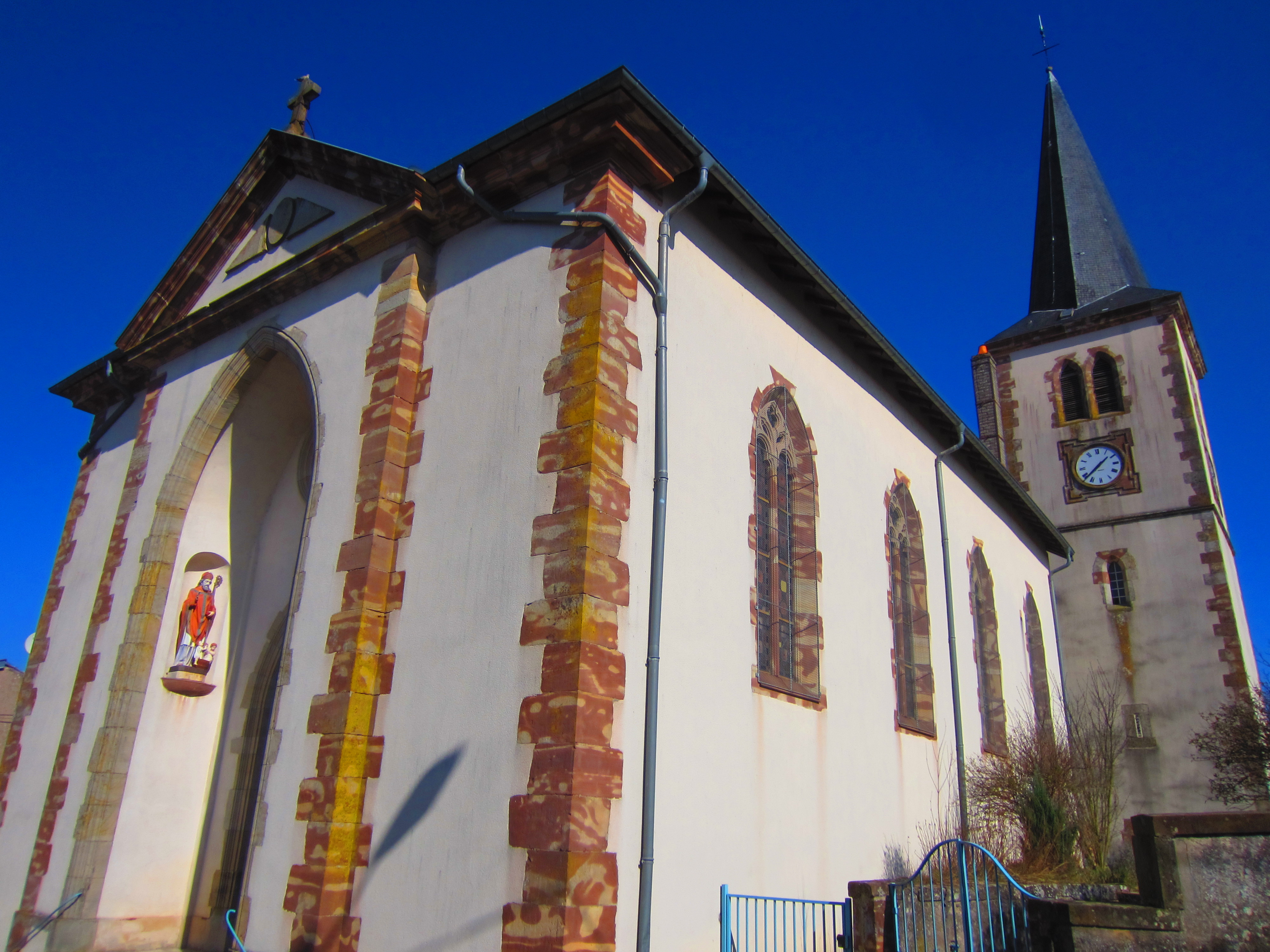
Kirche Saint-Aignan

- Kirche Saint-Aignan